# Vossnacken
Vossnacken is een plaats in de stad Velbert in Duitsland. Vossnacken grenst aan het stadsdeel Kupferdreh in Essen in 
Duitsland. Vossnacken hoort bij het gebied van het Nederfrankische dialect Oost-Bergisch en ligt aan de Uerdinger Linie. Vossnacken ligt in het Bergisches Land en niet in het Ruhrgebied.